# Majorista
|  | No s'ha de confondre amb Business-to-business. |

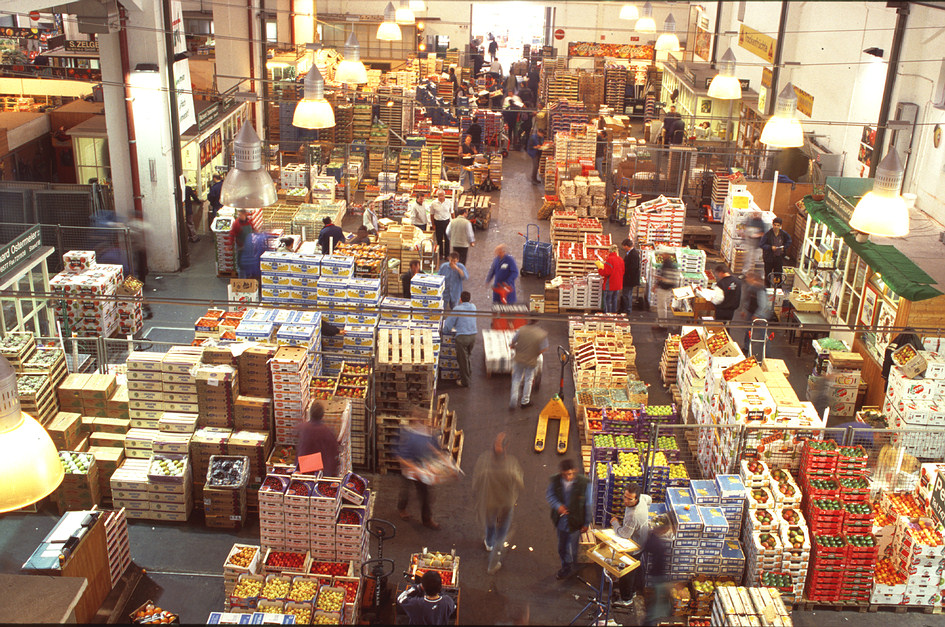
Interior del Mercat Majorista d'alimentació a Múnic (Alemanya), el tercer centre majorista d'Europa

El majorista o distribuïdor a l'engròs és un component de la cadena de distribució, consistent en el fet que l'empresa no es posa en contacte directe amb els consumidors o usuaris finals dels seus productes, sinó que lliura aquesta tasca a un especialista. El majorista és un intermediari entre fabricant (o productor) i usuari final que:
- compra a un productor (independent o associat en cooperativa), a un fabricant, a altre majorista o intermediari, i
- ven a un fabricant, altre majorista o un minorista, però mai al consumidor o usuari final.

En el cas de productes agrícoles, compren a menuts agricultors, agrupen la producció, la classifiquen, envasen, etiqueten...
Les empreses majoristes estan perdent protagonisme a favor de les grans empreses de distribució o d'associacions de minoristes, que estan assumint funcions pròpies dels majoristes.

## Classificació dels majoristes
Els majoristes poden classificar-se d'acord amb diversos criteris.
- Segons la seva localització poden ser majoristes d'origen —a l'Estat Espanyol, en productes d'agrícoles, ramaders i pesquers se solen dir llotgers— i majoristes de destinació, aquests últims dits també assentadors.
- Segons les vinculacions amb altres majoristes poden ser independents i centrals de compra.

## Per què sorgeixen els majoristes?
Quan la quantitat de minoristes o clients d'una empresa és molt gran o es troben molt dispersos geogràficament la venda directa es transforma en un canal de gestió complexa i alt cost. Les raons principals són: la complexitat administrativa que suposa gestionar un elevat nombre de clients, la nombrosa força de vendes necessària per a atendre a la clientela, el seguiment de comandes nombroses i de poca grandària, les oficines de venda o despatxos dispersos, la gestió d'existències global i, finalment, el finançament del canal (gestió de crèdits i cobraments).
En aquests casos sol ser més eficient la utilització de majoristes o distribuïdors, els quals al seu torn atenen als minoristes o detallistes. Els distribuïdors majoristes són especialistes en el maneig de grans volums de vendes. Compten amb la infraestructura adequada en termes de força de vendes, sistemes de distribució física de les mercaderies i control de crèdit a la seua cartera de clients.

## Avantatges i desavantatges dels majoristes
En empreses menudes que recent s'inicien, l'associació a un gran distribuïdor pot resultar útil, car pot beneficiar-se de la imatge de ser client d'un distribuïdor de prestigi i pot assolir ràpidament una gran cartera de clients.
El principal desavantatge dels majoristes és que agreguen costos al producte i que disminueixen la rendibilitat dels productes que comercialitzen. Els majoristes exigeixen marges que s'afegeixen als concedits als detallistes; encara que aquests marges constitueixen en definitiva la seua recompensa pels serveis que presten.
A més els distribuïdors poden arribar a tenir un gran poder de negociació enfront de les empreses fabricadores els productes de les quals distribueixen, perquè suposen un gran volum de la venda total de l'empresa fabricadora. Té també l'efecte negatiu de concentrar la demanda, pel que la pèrdua del distribuïdor o la seva insolvència posen en perill el volum de vendes i ingressos totals de l'empresa fabricadora.
No obstant això, els majoristes són baules bàsiques del canal de distribució per a consolidar la distribució de productes o serveis, en augmentar considerablement la capil·laritat d'un canal de distribució i la seua maduresa.

## Conflictes en els canals de distribució
És particularment complexa la gestió de canals de distribució majorista, en els quals la major part dels problemes sorgeixen per l'existència de conflictes amb altres canals (directes en la seua major part); conflictes que han de solucionar-se de manera justa i equilibrada, per a evitar la pèrdua de confiança del canal en el fabricant d'aqueix bé o servei.